# Santa Alleanza
     Impero austriaco
     Regno di Prussia
     Impero russo

Gli stati fondatori della Santa Alleanza, con i confini europei del 1840
Impero austriaco
Regno di Prussia
Impero russo

La Santa alleanza (in tedesco Heilige Allianz; in russo Священный союз?, Svjaščennyj sojuz; anche detta Grande Alleanza) è stata una coalizione tra le grandi potenze monarchiche della Russia, dell'Austria e della Prussia. Fu creata dopo la sconfitta definitiva di Napoleone e fu firmata a Parigi il 26 settembre 1815. L'alleanza mirò a limitare il liberalismo e il secolarismo in Europa alla luce delle devastanti guerre rivoluzionarie francesi, e riuscì nominalmente a fare ciò fino alla guerra di Crimea (1853-1856). Dopo l'unificazione della Germania del 1871, Otto von Bismarck riuscì a riunire la Santa Alleanza con la Lega dei tre imperatori, ma negli anni 1880 l'alleanza vacillò nuovamente a causa di conflitti di interesse russi e austriaci riguardanti lo smembramento dell'Impero ottomano.

## Fondazione
All'apparenza, l'alleanza era stata formata per infondere il diritto divino dei re e i valori della Cristianità nella vita politica europea, come perseguito dallo zar sotto l'influenza del suo consigliere spirituale, la baronessa Barbara von Krüdener. Circa tre mesi dopo l'Atto finale del Congresso di Vienna, i monarchi di confessione ortodossa (Russia), cattolica (Austria) e protestante (Prussia) promisero di agire sulla base di "giustizia, amore e pace", sia negli affari interni sia negli esteri, per "consolidare le istituzioni umane e porre rimedio alle loro imperfezioni".
Si rifiutarono invece di aderire l'anglicano Regno Unito (sebbene Giorgio IV vi acconsentisse in qualità di re di Hannover), lo Stato Pontificio - dominio temporale del papa - e l'islamico Impero ottomano. In particolare Lord Castlereagh, il segretario degli esteri britannico, la definì "un esempio di sublime misticismo e di insensatezza".

## Organizzazione
Nella pratica, il cancelliere di stato austriaco, il principe Klemens von Metternich, rese l'alleanza un bastione contro la democrazia, la rivoluzione, e il secolarismo (sebbene si dice che come sua prima reazione la definì una "clamorosa nullità"). I monarchi dell'Alleanza la usarono per impedire alle influenze rivoluzionarie (soprattutto causate dalla Rivoluzione francese) di entrare nei propri stati. 

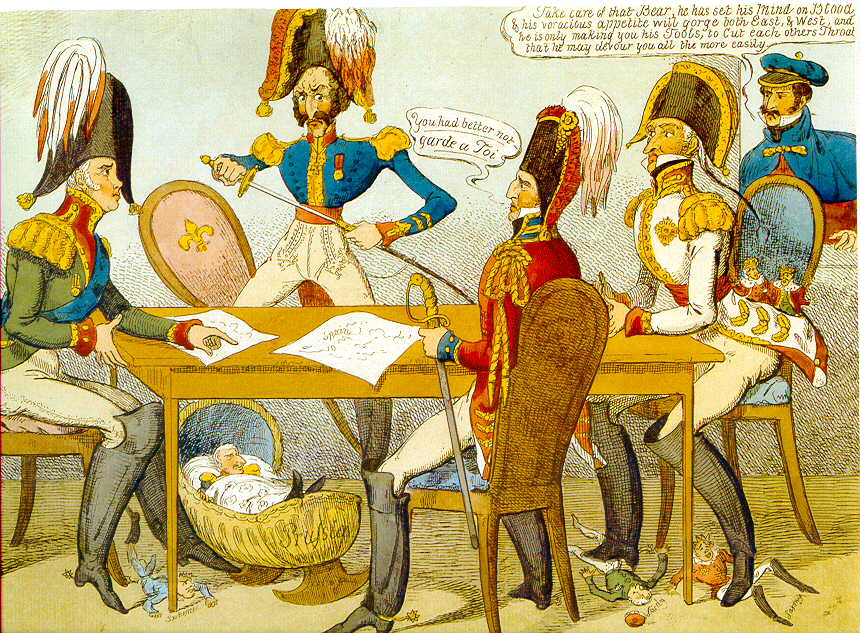
Caricatura del tempo del Congresso di Verona, 1822

La Santa Alleanza è solitamente associata alle successive Alleanze, la Quadruplice e la Quintuplice, che compresero il Regno Unito e (dal 1818) la Francia con lo scopo di difendere la pace in Europa e l'equilibrio di potere nel Concerto europeo, deciso al Congresso di Vienna. Il 29 settembre 1818, lo zar, l'imperatore Francesco II d'Asburgo-Lorena e il re Federico Guglielmo III di Prussia incontrarono il duca di Wellington, il visconte Castlereagh e il duca di Richelieu al Congresso di Aquisgrana per richiedere misure forti contro i "demagoghi" delle università; misure che sarebbero state attuate nei Deliberati di Karlsbad dell'anno seguente. Al Congresso di Troppau del 1820 e al successivo Congresso di Lubiana, Metternich tentò di unire i suoi alleati nella soppressione della rivolta dei carbonari contro il re Ferdinando I delle Due Sicilie. Nel 1821 l'Alleanza si incontrò a Lubiana. La Quintuplice Alleanza si riunì per l'ultima volta al Congresso di Verona del 1822 per discutere dei problemi causati dalla Rivoluzione greca e dell'invasione francese della Spagna.
Gli ultimi incontri svelarono il crescente antagonismo tra la Gran Bretagna e la Francia, in particolare sul Risorgimento, il diritto all'autodeterminazione e sulla questione d'oriente. La fine dell'Alleanza è per convenzione fatta coincidere con la morte di Alessandro nel 1825. La Francia, che era stata associata nel 1823, si separò definitivamente dopo la Rivoluzione di luglio del 1830, lasciando di nuovo il blocco europeo centro-orientale di Russia, Austria e Prussia a sopprimere i moti del 1848. L'alleanza austro-russa si spezzò nella guerra di Crimea: sebbene la Russia avesse aiutato a debellare completamente la rivoluzione ungherese del 1848, l'Austria non aveva agito per sostenere il proprio alleato, si dichiarò neutrale, e occupò persino le terre della Valacchia e della Moldavia sul Danubio, in seguito alla ritirata russa del 1854. Da lì in avanti l'Austria rimase isolata, e subì un ridimensionamento del suo ruolo di potenza europea perdendo dapprima la sua influenza sulla penisola italiana a seguito delle azioni franco-piemontesi, poi sull'area germanica a seguito della sconfitta nella guerra austro-prussiana del 1866.